# Saint-Gorgon (Morbihan)
Pour les articles homonymes, voir Saint-Gorgon.
Saint-Gorgon [sɛ̃ gɔʁgɔ̃] est une commune française, située dans le département du Morbihan en région Bretagne.

## Toponymie
Attestée pour sous la forme Sen Koko  au XIe siècle, sous sa forme francisée Saint Gorgon en 1189 et 1249[réf. nécessaire].
Saint Gorgon, en breton Sant Kogo et en gallo Saent Cogo[réf. nécessaire].
Le rapprochement avec le saint est artificiel, le nom de Saint-Gorgon a une autre origine. Le toponyme viendrait de l'ancien adjectif celtique gorgo (rude, sauvage)[réf. nécessaire].
Toutefois une autre hypothèse existe : Gorgon est un officier romain de l'entourage de Dioclétien qui fut martyrisé au début du IVe siècle pour avoir refusé de renier sa foi après s'être converti au christianisme. Si ce saint est quasi oublié de nos jours, il était jugé au XVIe siècle suffisamment important pour que Bossuet en prononce deux panégyriques en 1642 et 1649. Il est possible que le clergé catholique l'ait substitué au dieu celte Gargan comme saint patron.

## Géographie

### Hydrographie
Pour un article plus général, voir Réseau hydrographique du Morbihan.
La commune est située dans le bassin Loire-Bretagne. Elle est drainée par la Boulogne et divers autres petits cours d'eau,.

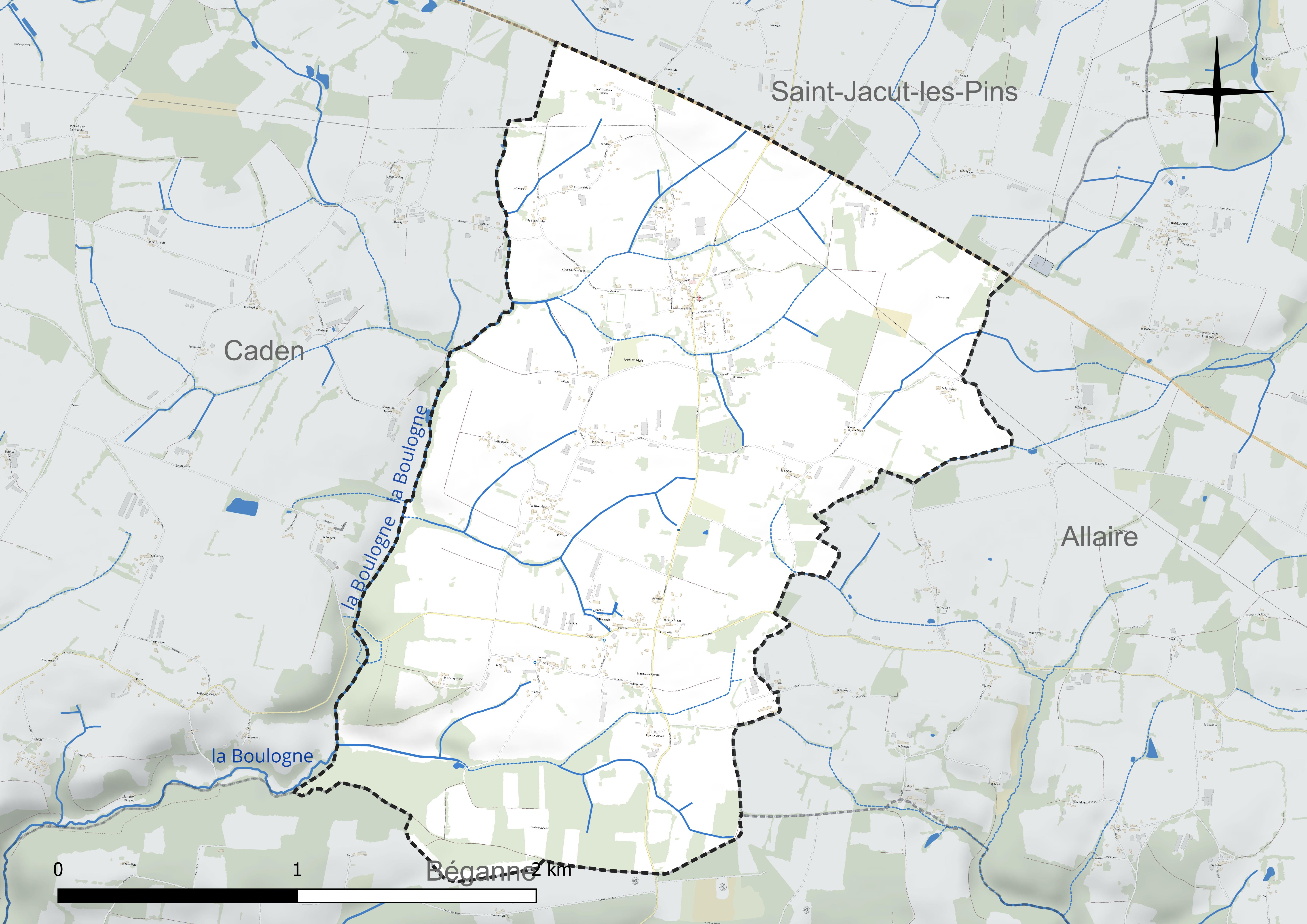
Réseau hydrographique de Saint-Gorgon.

### Climat
Pour des articles plus généraux, voir Climat de la Bretagne et Climat du Morbihan.
En 2010, le climat de la commune est de type climat océanique franc, selon une étude du CNRS s'appuyant sur une série de données couvrant la période 1971-2000. En 2020, Météo-France publie une typologie des climats de la France métropolitaine dans laquelle la commune est exposée à un climat océanique et est dans la région climatique  Bretagne orientale et méridionale, Pays nantais, Vendée, caractérisée par une faible pluviométrie en été et une bonne insolation. Parallèlement l'observatoire de l'environnement en Bretagne publie en 2020 un zonage climatique de la région Bretagne, s'appuyant sur des données de Météo-France de 2009. La commune est, selon ce zonage, dans la zone « Intérieur Est  », avec des hivers frais, des étés chauds et des pluies modérées.  
Pour la période 1971-2000, la température annuelle moyenne est de 11,6 °C, avec une amplitude thermique annuelle de 12,7 °C. Le cumul annuel moyen de précipitations est de 823 mm, avec 12,8 jours de précipitations en janvier et 6,3 jours en juillet. Pour la période 1991-2020, la température moyenne annuelle observée sur la station météorologique la plus proche, située sur la commune de Saint-Jacut-les-Pins à 4 km à vol d'oiseau, est de 12,4 °C et le cumul annuel moyen de précipitations est de 947,8 mm,. Pour l'avenir, les paramètres climatiques de la commune estimés pour 2050 selon différents scénarios d’émission de gaz à effet de serre sont consultables sur un site dédié publié par Météo-France en novembre 2022.

## Urbanisme

### Typologie
Au 1er janvier 2024, Saint-Gorgon est catégorisée commune rurale à habitat dispersé, selon la nouvelle grille communale de densité à sept niveaux définie par l'Insee en 2022.
Elle est située hors unité urbaine. Par ailleurs la commune fait partie de l'aire d'attraction de Redon, dont elle est une commune de la couronne,. Cette aire, qui regroupe 22 communes, est catégorisée dans les aires de moins de 50 000 habitants,.

### Occupation des sols
L'occupation des sols de la commune, telle qu'elle ressort de la base de données européenne d’occupation biophysique des sols Corine Land Cover (CLC), est marquée par l'importance des territoires agricoles (76,6 % en 2018), une proportion identique à celle de 1990 (76,6 %). La répartition détaillée en 2018 est la suivante : 
terres arables (55,8 %), prairies (15,3 %), zones urbanisées (13,3 %), forêts (10,1 %), zones agricoles hétérogènes (5,5 %). L'évolution de l’occupation des sols de la commune et de ses infrastructures peut être observée sur les différentes représentations cartographiques du territoire : la carte de Cassini (XVIIIe siècle), la carte d'état-major (1820-1866) et les cartes ou photos aériennes de l'IGN pour la période actuelle (1950 à aujourd'hui).

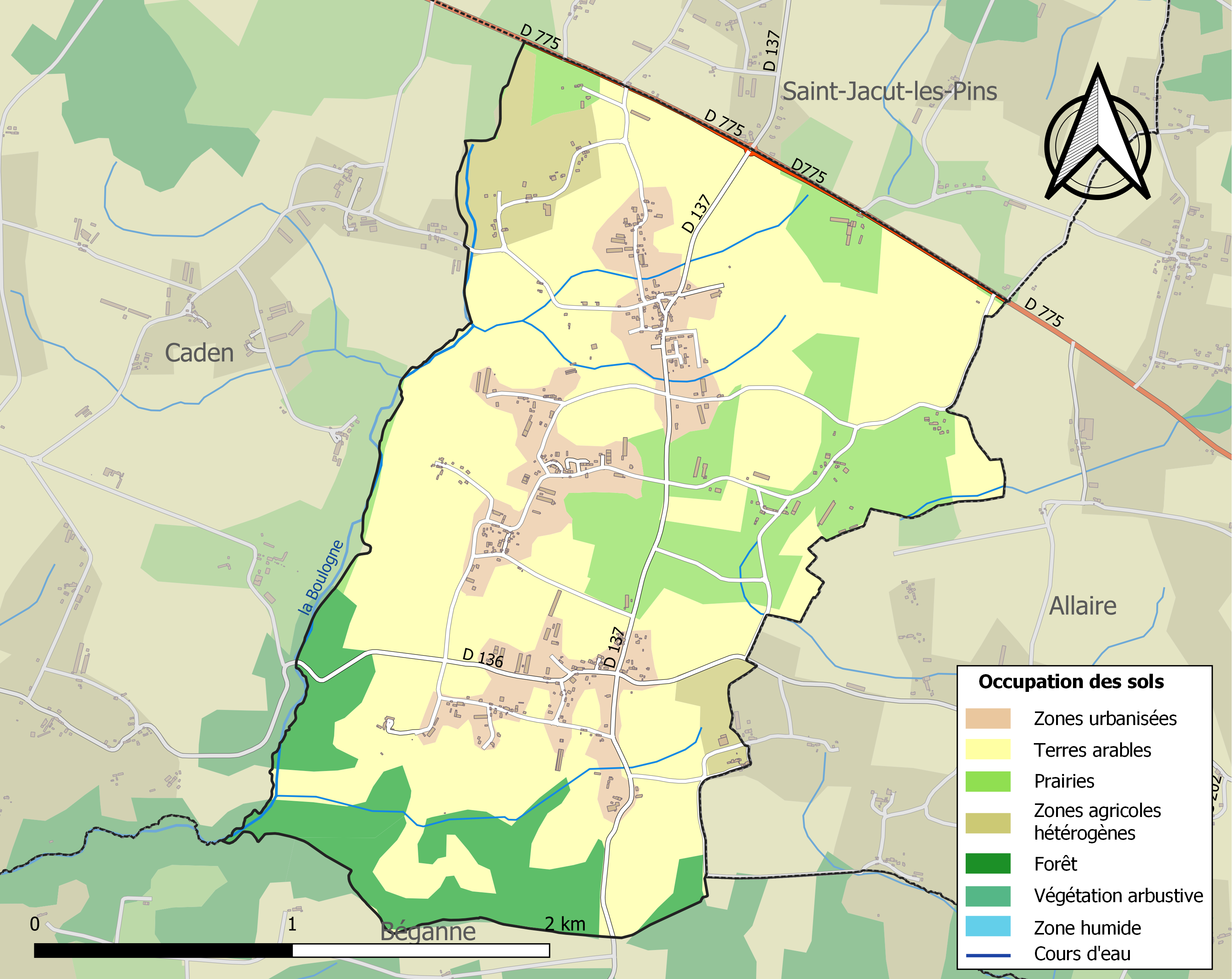
Carte des infrastructures et de l'occupation des sols de la commune en 2018 (CLC).

## Politique et administration
| Période                                  | Période  | Identité        | Étiquette | Qualité |
| ---------------------------------------- | -------- | --------------- | --------- | ------- |
| Mars 2001 Réélu en 2008, 2014 et 2020    | En cours | Patrick Gicquel | -         | N/D     |
| Les données manquantes sont à compléter. |          |                 |           |         |

## Démographie
L'évolution du nombre d'habitants est connue à travers les recensements de la population effectués dans la commune depuis 1793. Pour les communes de moins de 10 000 habitants, une enquête de recensement portant sur toute la population est réalisée tous les cinq ans, les populations de référence des années intermédiaires étant quant à elles estimées par interpolation ou extrapolation. Pour la commune, le premier recensement exhaustif entrant dans le cadre du nouveau dispositif a été réalisé en 2007.

En 2022, la commune comptait 428 habitants, en évolution de +10,88 % par rapport à 2016 (Morbihan : +3,82 %, France hors Mayotte : +2,11 %).
| 1793 | 1800 | 1806 | 1821 | 1831 | 1836 | 1841 | 1846 | 1851 |
| ---- | ---- | ---- | ---- | ---- | ---- | ---- | ---- | ---- |
| 365  | 372  | 321  | 343  | 359  | 347  | 336  | 350  | 344  |

| 1856 | 1861 | 1866 | 1872 | 1876 | 1881 | 1886 | 1891 | 1896 |
| ---- | ---- | ---- | ---- | ---- | ---- | ---- | ---- | ---- |
| 334  | 345  | 366  | 375  | 371  | 362  | 357  | 349  | 357  |

| 1901 | 1906 | 1911 | 1921 | 1926 | 1931 | 1936 | 1946 | 1954 |
| ---- | ---- | ---- | ---- | ---- | ---- | ---- | ---- | ---- |
| 360  | 396  | 410  | 371  | 370  | 367  | 389  | 385  | 361  |

| 1962 | 1968 | 1975 | 1982 | 1990 | 1999 | 2006 | 2007 | 2012 |
| ---- | ---- | ---- | ---- | ---- | ---- | ---- | ---- | ---- |
| 384  | 424  | 429  | 403  | 377  | 346  | 334  | 332  | 354  |

| 2017 | 2022 | - | - | - | - | - | - | - |
| ---- | ---- | - | - | - | - | - | - | - |
| 394  | 428  | - | - | - | - | - | - | - |

## Culture et patrimoine

### Lieux et monuments
- Église Saint-Gorgon.

### Blasonnement
|  | Les armoiries de Saint-Gorgon se blasonnent ainsi : D'azur aux deux bandes d'argent, accompagnées en abîme d'une moucheture d'hermine d'or, accostée de deux crosses du même adossées en pal brochant sur le tout. |